# Âne miniature américain
L’âne miniature américain est une race d’âne originaire d'Europe. Mesurant 91 cm ou moins à l'âge adulte, il a été popularisé comme animal de compagnie au début du XXe siècle. En 1929, Robert Green, de New York, importe sept ânes de Sardaigne et en pratique l'élevage. Le premier ânon naît la même année. Bien qu'ils n'aient jamais été nommés « miniatures » dans leur région d'origine, ces ânes se popularisent sous le nom de « Miniature » ou « Miniature Mediterranean donkeys », soit ânes miniatures de Méditerranée. En 1935, Green possède 52 de ces animaux et commence à en vendre. De nouveaux ânes sardes sont importés, d'autres le sont de Sicile. Un registre d'élevage est ouvert en 1958 par Bea Langfeld, la première éleveuse professionnelle d'ânes miniatures aux États-Unis. Il est géré par l'American Donkey and Mule Society depuis 1987.
En 1989 est fondée The National Miniature Donkey Association.
L'American and Mule Society, l'ADMS, gère deux registres de l'âne miniature méditerranéen :

-le Miniature Donkey Registry M.D.R. où seuls les ânes pure race sous les 91 cm au garrot peuvent être inscrits ; et le second registre : the American Donkey et Jackstock Registry, A.D.R. où les ânes miniatures méditerranéens de toutes origines et sous les 96 cm au garrot peuvent être inscrits. 
La race dans le registre M.D.R. est officiellement reconnue en France par l'IFCE, le 1er septembre 2021, grâce au travail de la première association de race déléguée par l'ADMS : l'association francophone des ânes miniatures américains et sardes, AFAMAS, dont la présidente est Fleur-Angélique Thomas, une éleveuse de la commune de Bonnebosq dans le Calvados.